# Parti pour l'unité et le développement
Le Parti uni du développement (Partai Persatuan Pembangunan) ou PPP est né de la fusion forcée par le régime Soeharto, en 1973, des quatre partis musulmans indonésiens dans une restructuration en vue des élections de 1974. Les partis non-musulmans avaient eux aussi été forcés de se fondre en un seul parti, le PDI ou Partai Demokrasi Indonesia.
Ces quatre composantes étaient le parti Nahdlatul Ulama (issu de l'organisation socio-culturelle musulmane du même nom), le Partai Muslimin Indonesia (PMI, « parti des musulmans d'Indonésie »), le Partai Sarekat Islam Indonesia (PSII, héritier du mouvement nationaliste Sarekat Islam fondé en 1912) et du Perti (« mouvement d'éducation islamique »).
Ces partis n'ont jamais confondu ni leurs identités, ni leurs programmes. Leur référence commune à l'islam sera la principale raison de l'attention que leur portent les autorités indonésiennes. Les deux composantes principales du PPP étaient le Nahdatul Ulama ou NU et le PMI, résurrection du parti musulman Masyumi. Le Masyumi avait été interdit par Soekarno en raison de son soutien à la rébellion du Darul Islam qui avait ravagé certaines régions d'Indonésie de 1948 à 1962. Le PMI avait les faveurs du régime Soeharto, qui y voyait un contrepoids à la popularité de la NU.
Le premier congrès du parti en 1984 voit s'affronter son président, soutenu par le gouvernement, et la NU. Cette même année, la NU tient un congrès sur le thème : « Retour au Programme d'Action d'Origine de 1926 de la Nahdatul Ulama ». L'organisation se retire du PPP.
Le PPP a obtenu 8,1 % des voix lors des élections de 2004, soit la 4e force politique du pays derrière le Golkar (21,6 %), le Parti démocratique indonésien de lutte (18,5 %) et le PKB (10,6 %), et le principal parti musulman d'Indonésie.

## Opposition à l'Ordre Nouveau
Au milieu des années 1970, le soutien populaire au régime de Soeharto déclina rapidement. Lorsque ce dernier s'empara du pouvoir à la suite des évènements du G30S, les groupes musulmans lui avaient apportés leur appui, y compris lors de l'élimination du PKI et de ses militants. Mais alors que le régime apparaissait de plus en plus corrompu et autoritaire, cette alliance commença à s'effriter. À mesure que les élections législatives de 1977 approchaient, beaucoup commencèrent à rechercher un autre choix de vote que le Golkar, pro-gouvernemental.
Inquiet du score qui pourrait être obtenu par le PPP aux élections législatives, Soeharto jouant sur la peur des gens, demanda à l'ABRI d'arrêter les membres d'un groupe qui prétendaient être lié au Commando Jihad (Komando Jihad). Ces événements firent naitre la crainte, chez de nombreux électeurs, qu'un vote pour le PPP et son penchant islamique puisse signifier un appui au Commando Jihad ; dans un gouvernement de plus en plus autoritaire, beaucoup refusèrent alors d'être associés au « mauvais » côté. Le Golkar remporta les élections législatives avec 62 % des suffrages, le PPP arrivant second avec 27 %.
Lors de session plénière de la MPR en 1978, un membre du PPP, Chalid Mawardi, se lança dans une critique acerbe du régime de Soeharto. Mawardi accusa le gouvernement d'être anti-musulman, se plaignit de la violente répression gouvernementale de la dissidence, et prétendit que les élections législatives de 1977 avaient été gagnées grâce à la fraude électorale. Les membres du PPP quittèrent massivement l'assemblée lorsque Soeharto fit allusion aux religions comme à des "courants de croyances".
La position du PPP en tant que parti d'opposition majeur semblait solide comme le roc. Ce ne devait pas durer longtemps cependant. En 1984, le NU, sous la direction de son président, Abdurrahman Wahid se retira du PPP, l'affaiblissant sévèrement, la part des suffrages recueillis par le PPP tombant de 27 % aux élections législatives de 1982 à 16 % aux législatives de 1987. Malgré ses réticences, le PPP fut également forcé par le gouvernement de remplacer son idéologie pro-islamique par l'idéologie nationale du Pancasila.[réf. nécessaire]

## Session plénière de la MPR en 1988
Lors de la session plénière de la MPR en 1988, Jaelani Naro, le président du PPP, fut nommé Vice-Président[réf. nécessaire]. Suharto, dont le 5e mandat présidentiel consécutif venait d'être accordé par la même assemblée, intervint. Il argua d'une décision de la MPR datant de 1973 selon laquelle l'un des critères de choix d'un vice-président était notamment sa capacité à travailler avec le président. Suharto eu également des entretiens avec Naro, le convaincant de refuser cette nomination.
Cette situation était sans précédent, jusqu'alors Suharto et ses vice-présidents avaient toujours été élus sans opposition. Cette fois le choix, fait par Soeharto, du candidat à la vice-présidence, Sudharmono posait problème. Ce choix avait en effet créé une fissure entre le président et son alliée la plus loyale, l'ABRI. Nombreux étaient ceux qui, au sein de l'ABRI, n'aimaient pas Sudharmono lui reprochant d'avoir passé plus de temps derrière un bureau (Sudharmono était procureur militaire) qu'en tant qu'officier de terrain. Voyant une faille à exploiter, Naro réclama le poste, peut-être avec le soutien officieux de l'ABRI qui publiquement affichait son appui à Sudharmono.

## le PPP sous laReformasi
Le PPP continua à occuper la seconde place parmi les trois partis autorisés par l'Ordre Nouveau. En mai 1998, après la chute de Soeharto, le PPP revint à son idéologie islamique et se prépara aux élections législatives de 1999 où il recueillit 11 % des suffrages.
En 1999, lors de la session plénière de la MPR, le PPP faisait partie de l'Axe Central, une coalition de partis musulmans formée par Amien Rais, alors président de la MPR, pour contrer la domination du PDI-P de Megawati Sukarnoputri. Le PDI-P avait remporté les élections législatives et Megawati était donnée gagnante pour l'élection présidentielle. Cependant, à l'époque la désignation du Président et du Vice-président était encore le résultat du vote des membres de la MPR et les partis musulmans de l'Axe Central ne souhaitaient pas voir une candidate accéder à la présidence. à la place, ils poussèrent la candidature de Abdurrahman Wahid et réussirent à obtenir les appuis nécessaires à son élection. Pour l'élection du Vice-Président, le dirigeant du PPP, Hamzah Haz affronta Megawati et fut battu.
Le PPP fut le premier des alliés politiques de Wahid à en être déçu. Le principal problème opposant le PPP à Wahid fut la visite de ce dernier en Israël et sa suggestion de rétablir des relations diplomatiques avec l'état hébreu. Hamzah alors ministre délégué aux affaires sociales dans le gouvernement Wahid, démissionna immédiatement, un mois à peine après sa nomination. De nombreux alliés de Wahid devaient le suivre et en juillet 2001, Wahid fut destitué et remplacé à la présidence par Megawati. Hamzah fut alors élu Vice-président après avoir battu Susilo Bambang Yudhoyono et Akbar Tandjung.

## Élections législatives de 2004
Le PPP obtint 8,1 % des voix aux élections législatives de 2004, une baisse comparée à son score de 10,7 % lors des élections de 1999, mais suffisant pour maintenir sa troisième place au sein de l'assemblée, derrière le PDI-P et le Golkar.

## Élection présidentielle de 2004
Initialement le PPP ne comptait pas présenter son propre candidat à l’élection présidentielle de 2004. Ils pensaient qu'Hamzah serait choisi comme colistier de Megawati, continuant ainsi le partenariat Megawati/Hamzah comme Présidente et Vice-Président. Megawati cependant, choisit Hasyim Muzadi, dirigeant du NU comme candidat à la vice-présidence.
Le PPP continua à attendre, espérant toujours qu'Hamzah Haz serait choisi comme candidat à la vice-présidence par un autre parti. Finalement, un jour avant la clôture pour l'inscription des candidats Président/Vice-Président, Hamzah s'avança et devint le candidat à la présidence du PPP. Son colistier était Agum Gumelar, Ministre des transports du cabinet Megawati.
Le résultat de la candidature Hamzah fut désastreux, celui-ci ne recueillant que 3,1 % des suffrages, finissant 5e.
En août 2004, le PPP annonça qu'il se joignait à la coalition nationale regroupant le PDI-P, le Golkar, le Parti de l'Étoile de la Réforme (PBR) et le Parti de la Paix Prospère (PDS) dans le but de soutenir Megawati face à Susilo Bambang Yudhoyono dans l'élection présidentielle à venir. Yudhoyono cependant, gagna le scrutin, le PPP décidant de quitter la coalition pour rejoindre le président élu, le parti obtenant des postes de Ministres.

## Le congrès de 2007
Le PPP tint son 6e congrès national à Jakarta 30 janvier 2007 au 3 février 2007. Lors du dernier jour de ce congrès, Suryadharma Ali apparut comme le nouveau dirigeant du PPP en remplacement d'Hamzah. Suryadharma occupe actuellement le poste de Ministre des coopératives, des petites et moyennes entreprises au sein du cabinet Yudhoyono. Il a annoncé qu'il conserverait son poste au gouvernement tout en occupant celui de dirigeant du PPP.

## Positions
Quelques jours avant de la tenue, à Surabaya, de la quatrième conférence de la branche asiatique de l’Association internationale lesbienne et gay, un membre du groupe parlementaire PPP au conseil représentatif du peuple régional ( DPRD ) de la ville a menacé de faire intervenir des militants du parti pour mettre fin au rassemblement, qui sera finalement annulé par les organisateurs, l'autorisation officielle leur ayant été refusée.

## Dirigeants
- Muhammad Syafaat Mintareja (1973-1978)
- Jaelani Naro (1978-1989)
- Ismail Hasan Metareum (1989-1998)
- Hamzah Haz (1998-2007)
- Suryadharma Ali (2007-)